# Debian-BR-CDD
Debian-BR-CDD es una versión personalizada, basada en la última versión estable de la distribución Linux Debian, enfocada en el uso de computadores de escritorio, por parte de los usuarios brasileños.
El nombre Debian-BR-CDD, hace referencia a la distribución anteriormente mencionada, a Brasil (por BR) y a CDD, que en idioma inglés, es Custom Debian Distribution; lo que en español significaría Distribución Configurada Debian.

## Publicaciones
Debian-BR-CDD según su sitio web oficial, muestra las siguientes publicaciones:
| Versión      | Fecha de publicación |
| ------------ | -------------------- |
| 1.0 (actual) | 13/04/2006           |
| 1.0_pre7     | 12/04/2006           |
| 1.0_pre6     | 07/04/2006           |
| 1.0_pre5     | 26/05/2005           |
| 1.0_pre4     | 08/12/2004           |

## El proyecto Debian-BR-CDD
Debian-BR-CDD surge por voluntad mutua entre los desarrolladores del proyecto; crear una distribución Debian, para ser usada en computadores dométicos y por usuarios finales, como así también, por administradores de sistemas.
Hoy el proyecto ha madurado, entregando software consistente y un proceso de instalación simplificado, que realiza pocas preguntas. En cuanto a su interfaz gráfica de usuario, los desarrolladores han conseguido un equilibrio entre lo sofisticado y lo informal, creando dos temas: "Ambiente Doméstico", un tema informal; y "Área de Trabajo", un tema más sofisticado
El desarrollo del proyecto es totalmente voluntario, siendo distribuido por un equipo pequeño, de unos 17 miembros; los cuales provienen de diversos estados de Brasil, y realizan reuniones para decidir el rumbo de la distribución. Estas reuniones se realizan en modo virtual, a través del canal IRCI del proyecto, y correo electrónico, utilizando listas de discusionesII.
Aún existen desarrolladores esporádicos distribuidos por todo Brasil, que apoyan al proyecto, hacen sus críticas, sugerencias o analizan cómo solucionar las dificultades que posean los usuarios.

## Documentación, voluntarios y socios
La documentación del proyecto está en constante modificación. No sólo porque el proyecto esté, del mismo modo en constante desarrollo, sino porque los desarrolladores mantienen un área de "Preguntas y respuestas", la que es alimentada por preguntas de los usuarios y las soluciones más elegantes y fáciles son consideradas según los colaboradores.
También son creados manuales para ayudar a los usuarios con las dificultades más comunes que pudieran surgir a quienes se inician.
El proyecto continúa creciendo con una lista de voluntarios que está en varios sectores de Brasil. Esta lista ya cuenta con más de 90 personas que distribuyen CD grabados por ellos, ayudando en la divulgación de Debian-BR-CDD.
Con socios imprescindibles como OS Systems, Celepar y LinuxMall, y usuarios del centro Público de Formación Profesional de TI en software libre, el Instituto de Biociências - USP, UNISUL y el Ministerio de la salud, entre tantos que certifican sus testimonios, los desenvolvedores se motivan, cada vez más, para continuar con el proyecto.